# Логутенкова, Инна Владимировна
Инна Владимировна Логутенкова (род. 19 октября 1986 года в Донецке) — украинская конница, специализирующаяся на соревнованиях по выездке, Мастер спорта Украины международного класса. Участница летних Олимпийских игр 2016 и 2020 годов.

## Биография
Инна Логутенкова родилась в Донецке. Конным спортом начала заниматься в десятилетнем возрасте, изначально занималась конкуром. Первый тренер — Виктор Свидерский. В своих первых соревнованиях она поучаствовала в 13 лет и выиграла, они проходили в Донецке в конно-спортивной школе «Локомотив». Первые значительные победы пришлись на 2006 год в Днепропетровске и Сумах на чемпионате Украины среди юниоров и молодёжных играх. В это время она тренировалась у Натальи Гуцу.
Затем Логутенкова поехала в Германию, где тренировалась у Климко Ольги Александровны, мастера спорта международного класса. Климко порекомендовала её кандидатуру компании ВИАН групп, которая заключила контракт с Анки ван Грюнсвен на тренировки перспективных украинских всадников.
В дальнейшем тренировалась с Шефом Янсеном, Ессином Рахмуни и Яном Бемельмансом, затем стала тренироваться самостоятельно.
Летом 2016 Логутенкова участвовала в летних Олимпийских играх в Рио-де-Жанейро, где вместе с лошадью по имени Don Gregorius заняла 41-е место в индивидуальной выездке.
В 2021 году приняла участие в Олимпиаде в Токио, где заняла седьмое место в своей группе с 66,118 очками и не вышла в финал.